# Laetacara
Laetacara ist eine Gattung südamerikanischer Buntbarsche. Das Verbreitungsgebiet der Gattung reicht vom oberen Orinoko über das Amazonasbecken bis zum mittleren Stromgebiet des Río Paraguay und des Río Paraná. Der Gattungsname setzt sich aus „laetus“ (Latein für fröhlich) und „Acara“, der Guaraní-bezeichnung für Buntbarsche zusammen und bezieht sich auf den Eindruck des Lächelns, den die dunklen, schräg nach oben weisenden Striche an den Maulwinkeln erzeugen.

## Merkmale
Laetacara-Arten sind eher kleine Buntbarsche und erreichen Körperlängen von 6 bis 12 cm. Weibchen bleiben etwas kleiner. Charakteristische Merkmale der Gattung sind sechs Poren des sensorischen Systems auf dem Praeoperculare, vier Poren auf jeder Unterkieferhälfte, ein winziger, in Kollagenfasern eingebetteter Interarcual-Knorpel (ein Knorpel der die erste Epibranchiale (Knochenstütze des oberen Astes des ersten Kiemenbogens) mit dem Infrapharyngobranchial-Knochen des zweiten Kiemenbogens verbindet) und eine schlanke erste Epibranchiale ohne ventralen Flansch. Außerdem weisen sie die folgenden Kombinationen von Merkmalen auf: eine tiefe Kerbe im dorsalen Rand der vorderen Ceratohyale (hinten liegende Branchiostegalstrahlen), zwei horizontal angeordnete und eine, seltener zwei, vertikal ausgerichtete Schuppen auf dem Praeoperculum, nur zwei in einer Reihe angeordnete Schuppen auf der „Wange“ (cheek) und das Fehlen des hinten, seitlich gelegenen Gelenks zwischen Sieb- und Gaumenbein.

## Systematik
Die Gattung wurde 1986 durch den schwedischen Ichthyologen Sven O. Kullander aufgestellt. Die vorher bekannten Arten wurden ursprünglich Aequidens zugerechnet und bildeten innerhalb dieser Gattung die Aequidens dorsigera-Artengruppe. Wie Aequidens gehört Laetacara innerhalb der Neuwelt-Buntbarsche (Cichlinae) zum Tribus Cichlasomatini.

## Arten

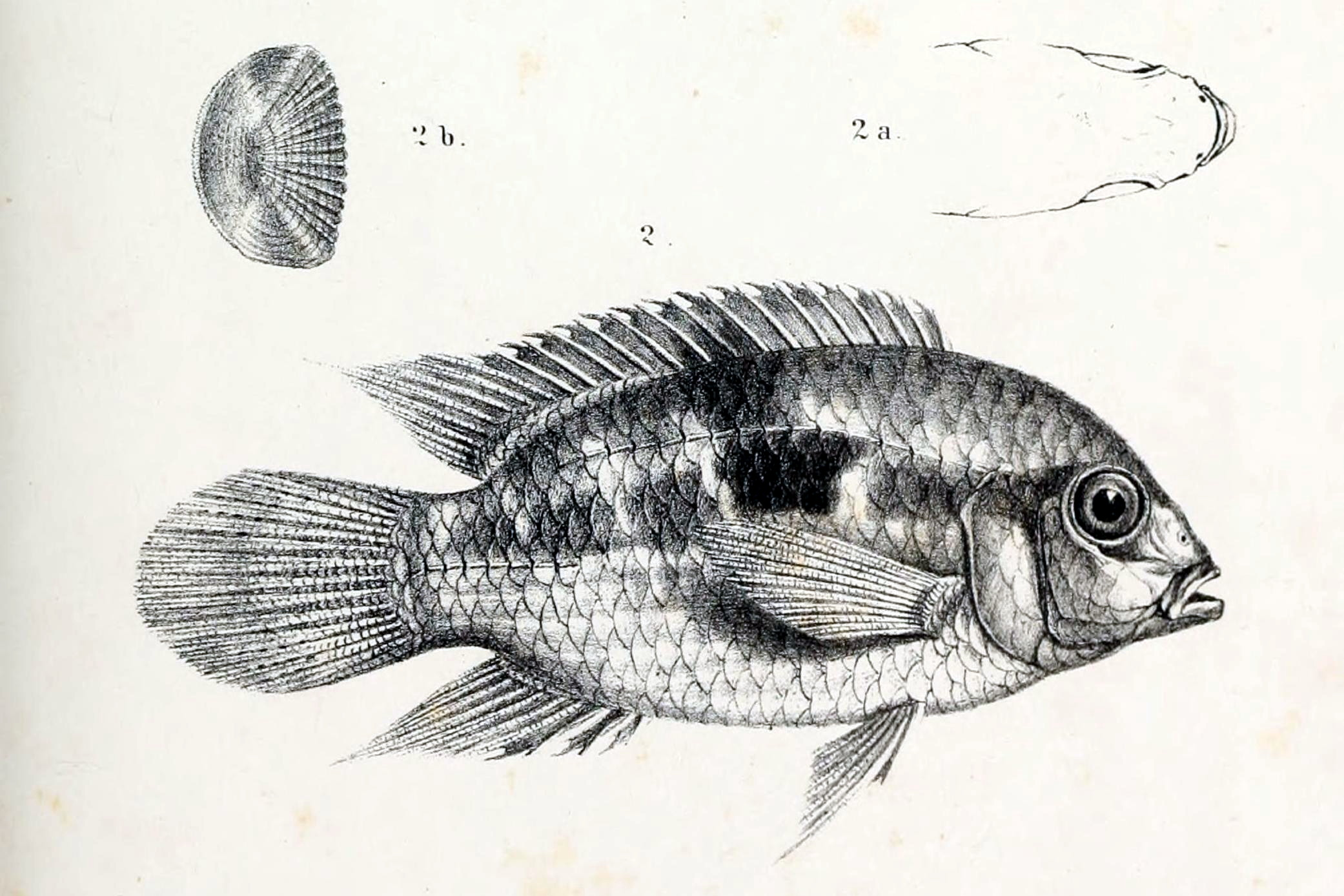
Laetacara thayeri

Bisher wurden sieben Arten beschrieben:
- Laetacara araguaiae Ottoni & Costa, 2009
- Laetacara curviceps (Ahl, 1923)
- Rotbrust-Tüpfelbuntbarsch (Laetacara dorsigera Heckel, 1840)
- Laetacara flamannellus Ottoni, Bragança, Amorim & Gama 2012
- Laetacara flavilabris (Cope, 1870) (Typusart)
- Laetacara fulvipinnis Staeck & Schindler, 2007
- Laetacara thayeri (Steindachner, 1875)

## Fortpflanzung
Ähnlich wie Aequidens sind die Laetacara-Arten Substratlaicher. 